# Megamyrmaekion
Megamyrmaekion is een geslacht van spinnen uit de familie bodemjachtspinnen (Gnaphosidae).

## Soorten
De volgende soorten zijn bij het geslacht ingedeeld:
- Megamyrmaekion algericum Simon, 1885
- Megamyrmaekion ashae Tikader & Gajbe, 1977
- Megamyrmaekion austrinum Simon, 1908
- Megamyrmaekion caudatum Reuss, 1834
- Megamyrmaekion hula Levy, 2009
- Megamyrmaekion jodhpurense Gajbe, 1993
- Megamyrmaekion kajalae Biswas & Biswas, 1992
- Megamyrmaekion magshimim Levy, 2009
- Megamyrmaekion nairobii Berland, 1920
- Megamyrmaekion schreineri Tucker, 1923
- Megamyrmaekion transvaalense Tucker, 1923
- Megamyrmaekion velox Simon, 1887
- Megamyrmaekion vulpinum (O. P.-Cambridge, 1874)